# Campionati Internazionali di Sicilia 2003
I Campionati Internazionali di Sicilia 2003 sono stati un torneo di tennis giocato sulla terra rossa. È stata la 24ª edizione dei Campionati Internazionali di Sicilia che fanno parte della categoria International Series nell'ambito dell'ATP Tour 2003. Si sono giocati a Palermo in Italia dal 22 al 28 settembre 2003.

## Campioni

### Singolare
Nicolás Massú ha battuto in finale  Paul-Henri Mathieu con il punteggio di 1–6, 6–2, 7–6(0)

### Doppio
Lucas Arnold Ker /  Mariano Hood hanno battuto in finale  František Čermák /  Leoš Friedl con il punteggio di 7–6(6) 6(3)–7 6–3